# Muirolonia metallica
Muirolonia metallica är en insektsart som först beskrevs av Fowler 1904.  Muirolonia metallica ingår i släktet Muirolonia och familjen kilstritar.
Artens utbredningsområde är Panama. Inga underarter finns listade i Catalogue of Life.